# Kaitsepolitseiamet

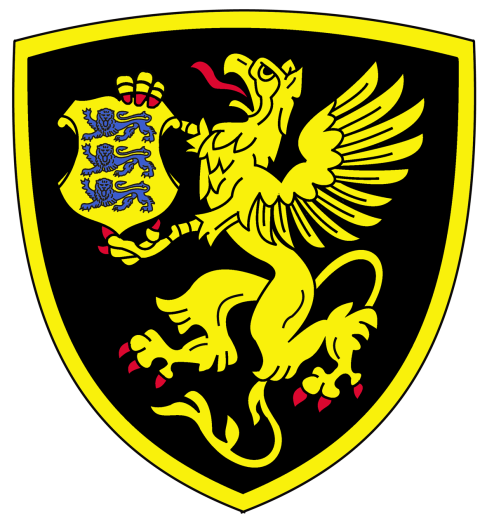
Logo

Das Kaitsepolitseiamet (deutsch: Sicherheitspolizeiamt; kurz KAPO) ist ein dem Innenministerium Estlands unterstelltes Amt. Zu den Aufgaben des KAPO gehören der Schutz der grundgesetzlichen Ordnung, Kampf gegen den Terrorismus und gegen die Korruption, der Schutz der Staatsgeheimnisse und nachrichtendienstliche Tätigkeiten. Der Generaldirektor des KAPO ist Arnold Sinisalu.

## Geschichte

### 1920 bis 1940
Im Sommer 1919 berief die Regierung der Republik Estland eine Kommission zusammen, welche ein Projekt zur Gestaltung einer Einrichtung zur Bekämpfung von Straftaten gegen die staatliche Ordnung entwerfen sollte.
Die zunächst unter die Leitung des Gerichtsministeriums geplante Sicherheitspolizei wurde im Januar 1920 unter die Leitung des Innenministeriums gestellt.
Den gesetzlichen Rahmen gab die am 12. April 1920 von der Regierung angenommene Sicherheitspolizeiverordnung. Demnach war die Aufgabe des KAPO die Bekämpfung von Straftaten, die zum Sturz der demokratischen Grundordnung oder des Staates geführt hätten.
Der Oberleitung des Kaitsepolitseiamet unterstanden elf regionale Dienststellen. Das Kaitsepolitseiamet wurde am 17. Juni 1940 nach dem Einmarsch der Sowjetunion aufgelöst.

### Neugründung
Das estnische Innenministerium mit dem Kaitsepolitseiamet wurde nach der Wiedererlangung der Unabhängigkeit per Dekret am 1. Februar 1991 wieder gegründet und nahm am 1. März 1991 seine Arbeit wieder amtlich auf.

### Besondere Ereignisse
Ein Beamter der Kaitsepolitsei, Eston Kohver, wurde im September 2014 von Truppen der Russischen Föderation verschleppt und wegen angeblicher Spionage zu 15 Jahren Haft verurteilt und über ein Jahr lang festgehalten. Am 26. September 2015 kam er im Rahmen eines Agentenaustausches wieder zurück nach Estland.